# Lake Gregory (sjö i South Australia)
Lake Gregory är en sjö i Australien. Den ligger i delstaten South Australia, omkring 670 kilometer norr om delstatshuvudstaden Adelaide. Lake Gregory ligger 2 meter över havet. Arean är 144 kvadratkilometer. Den sträcker sig 22,5 kilometer i nord-sydlig riktning, och 19,1 kilometer i öst-västlig riktning.
Trakten runt Lake Gregory är ofruktbar med lite eller ingen växtlighet. Trakten runt Lake Gregory är nära nog obefolkad, med mindre än två invånare per kvadratkilometer. Genomsnittlig årsnederbörd är 175 millimeter. Den regnigaste månaden är februari, med i genomsnitt 42 mm nederbörd, och den torraste är oktober, med 1 mm nederbörd.